# علاء الشقران
علاء وليد بشير مفلح الشقران (مواليد 21 أبريل 1987) لاعب كرة قدم أردني يجيد اللعب في مركز الوسط مع منتخب الأردن الوطني وهجر في الدوري السعودي الممتاز.

## روابط خارجية
- علاء الشقران على موقع الاتحاد الدولي (مؤرشف)  (الإنجليزية)
- علاء الشقران على موقع ناشيونال فوتبول تيمز (الإنجليزية)
- علاء الشقران على موقع Soccerway.com (الإنجليزية)
- علاء الشقران على موقع كووورة
- اللاعب علاء الشقران على موقع كووورة.